# Покровский монастырь (Корсаков)
Покровский монастырь — мужской монастырь Южно-Сахалинской епархии Русской православной церкви, расположенный в городе Корсаков Сахалинской области. Первый православный монастырь на Сахалине. Монастырь основан в 1999 году.
Монастырь расположен в северной части города, на южной стороне крутого склона, откуда открывается вид на залив Анива.

## История
На месте, где ныне находится монастырь, до 1869 года находилось айнское поселение. С 1875 по 1905 годы здесь располагалось японское консульство, размещенное в русском Корсаковском посту. После утраты Россией Южного Сахалина здесь размещался первый японский муниципалитет, а впоследствии (до 1908 года) и руководство префектуры Карафуто. После перенесения административного центра префектуры в Тойохару (ныне Южно-Сахалинск), на этом месте размещался один из официальных административных органов губернаторства Карафуто в муниципалитете Оодомари (совр. Корсаков). Окончание Второй мировой войны и освобождение Южного Сахалина позволило прочно занять один из удачных по расположению и существенный по значению участок города. До начала 1990-х годов эта земля использовалась Министерством обороны.
6 июня 1991 года Корсаковский городской Совет народных депутатов вынес историческое решение: «Согласиться с необходимостью строительства православно-христианской церкви в г. Корсакове». Датой образования Свято-Покровского прихода можно считать 19 июня 1991 года, когда Отделом юстиции администрации Сахалинской области официально под номером два зарегистрирован «Православный приход Покрова Божией Матери» в Корсакове.
С ноября 1992 года каждое воскресение стали проводиться богослужения в помещении по адресу улице Окружная, 60. В марте 1993 года тогдашний настоятель священник Александр Захаров отмечал: «поначалу на службу приходило человек 15. Постоянное число прихожан увеличивается, и сегодня им становится тесновато. Поэтому первое, что меня волнует — это строительство здания православной церкви. По предварительным подсчетам для этого потребуется 60 миллионов рублей. У прихода таких денег, конечно, нет. Тех средств, что мы имеем, с трудом хватит на обустройство нынешнего помещения. Спасибо казачеству, помогают нам. Очень надеемся на помощь в строительстве наших бизнесменов, предприятий и просто добрых людей. Городские власти обещают поддержку. Слава Богу, эту квартиру исполком отдал нам бесплатно, со временем обещали передать нам этот дом полностью».
Летом 1995 года православному приходу были переданы в собственность помещения Матросского клуба, построенные в 1959 году вместе с земельным участком и хозяйственными строениями. Как отмечалось в местной прессе «Непросто и нелегко было обустроить под храм это изрядно запущенное строение. <…> немало времени ушло на то, чтобы раздобыть необходимые стройматериалы, выполнить работы — но, тем не менее, результат налицо: на Рождество Христово прихожане пришли в новое помещение прихода, просторное и светлое, побеленное и покрашенное светлой краской, где на стенах можно увидеть значительное количество икон, подаренных храму и различными фирмами, и прихожанами. Красиво сделаны из дерева и врата алтаря, на стенах — симпатичные светильники…»
1 апреля 1999 года решением Священного Синода Русской православной церкви, согласно рапорту епископа Южно-Сахалинского Ионафана (Цветкова), было преподано благословение на преобразование Покровского прихода в мужской монастырь. Несмотря на неустроенный быт и отсутствие коммуникаций, поскольку часть зданий представляет из себя руины, насельники монастыря, немногочисленные паломники и прихожане монастырского храма занимались обустройством обитель.
После перерегистрации 28 сентября 2000 года название «Церковь Покрова Божией Матери» изменилось в соответствии с действующим на тот момент законодательством и приход стал называться «Местная православная религиозная организация Приход Покрова Божией Матери».
21 сентября 2010 года монастырь посетил Патриарх Кирилл, который дал высокую оценку значению этой обители.

## Современное состояние
Сегодня монастырь — одно из самых красивых и наиболее обустраиваемых мест города, здесь заботливо сохраняют всё, что связано с историей места, обитель постоянно облагораживается.
Руководство и братия монастыря очень бережно относится ко всему, что связано с историей Сахалина, особенно с историей каторжного периода и периода русско-японской войны и прилагают много усилий для изучения этих этапов, популяризации истории и увековечения памяти о событиях русско-японской войны, произошедших на Сахалине.
Следуя известным традициям русского православного монашества, Свято-Покровский града Корсакова мужской монастырь начал и намерен продолжать работу по формированию интересной ботанической коллекции на своих землях. Эта работа требует времени, но она уже начата и одним из перспективных её направлений является создание своего ботанического питомника для любителей и ценителей сахалинских растений.
В монастыре есть комната для паломников.

## Святыни
- икона старцев Оптинских с частицами их мощей, доставленная из Свято-Введенской Оптиной пустыни; Память 11 (24) Октября
- икона праведного Иоанна Кронштадтского с частицей его облачения. Иконописная мастерская ТСЛ; Память 20 декабря (2 января); и 1 июня (14 июня)
- икона преподобных сестёр Дивеевских Александры, Марфы, Елены с частицами их мощей; Память в день празднования Дивеевских святых 27 июня (14 июня с.с.)
- икона Пресвятой Богородицы «Казанская», предположительно XVII—XVIII веков
- икона Пресвятой Богородицы «Казанская» с Афона, работы иконописной мастерской Пантелеимонова русского монастыря на Афоне, с клеймами, работы белорусских иконописцев в киоте из дуба, вырезанного белорусскими мастерами, переданная в дар по благословению митрополита Минского и Слуцкого Филарета (Вахромеева); Память 8 июля (21 июля) и 22 октября (4 ноября)
- икона Пресвятой Богородицы «Киккская» в серебряном с позолотой окладе, доставленная с острова Кипр; В России известна как «Милостивая», память 12 ноября (25 ноября)
- Богослужебное напрестольное Евангелие с серебряным окладом. Дар патриарха Московского и всея Руси Кирилла в память о посещении обители в 2010 году
- икона праведного Феодора Санаксарского с частичкой мощей святого.

## Наместники
- Софроний (Шпак) (1 апреля 1999 — 28 декабря 2000)
- Иоасаф (Сорокин) (30 августа 2000 — 7 мая 2003) и/о до 28 декабря 2000
- Амвросий (Ковалёв) (7 мая 2003 — 28 декабря 2017) и/о с 14 марта 2002 по 7 мая 2003
- Серафим (Скипин) (24 марта 2006 — 25 августа 2020) и/о до 28 декабря 2017
- Алексий (Андреев) (с 26 августа 2002) и/о до 27 мая 2022 года